# Ringled

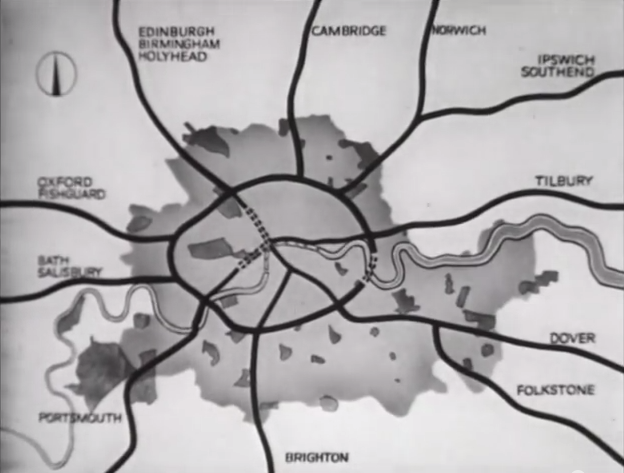
Föreslagen ringled runt London från 1945.

En ringled är en väg som går runt en stad. Avsikten med en ringled är att leda bort trafiken från bebyggelsen eller delar av denna. De ska så långt som möjligt befria stadens centrum från genomfartstrafik. Riktigheten i detta antagande är föremål för debatt.
En ringled kan ha mycket olika standard beroende på vilken stad som den tillhör. I en mindre stad är denna oftast en väg som kan betraktas som en vanlig landsväg eller gata. I större städer är detta en större väg och många gånger är det också en motorväg. Denna motorväg är då ofta ansluten till andra längre motorvägar som ansluter till denna stad och trafik som enbart ska passera denna stad hänvisas då till ringleden för vidare färd förbi staden. I vissa fall är ringleden en väg som helt omsluter staden i en cirkel vilket också är orsaken till dess namn. I andra fall är det enbart en halvcirkel, vilket kan bero på att det är en stad som ligger vid en kust och därmed går det inte att bygga annat än en halvcirkel, eller också kan det visserligen vara möjligt men det blir onödigt.

## Sverige
I Sverige finns det mindre ringleder i vissa städer men större ringleder i form av motorvägar finns inte. Stockholm och Göteborg saknar fullständiga ringleder. I Stockholm har man diskuterat en Stockholms ringled runt staden sedan 1930-talet. Här utgör Essingeleden (klar 1971), Södra länken (klar 2004) och Norra länken (klar 2014) delvis funktionen av en ringled, men inte förrän Österleden eventuellt byggs blir det en fullständig ringväg. 
I Göteborg bildar väg E6.20 (tidigare kallad länsväg 159) en halv ringled runt Göteborg. Vägen går runt den västra halvan av Göteborg och utgör ett alternativ till E6. Avsnitten på vägen benämns Söderleden, Västerleden, Hisingsleden och Norrleden. Någon "österled" finns inte, den sträcka som saknas för att vägen ska vara en komplett ringled.
I Malmö finns två motorvägar som fungerar som halvcirkelformade ringleder. Det är Inre Ringvägen och Yttre Ringvägen. Inre Ringvägen är en äldre ringled som tidigare både användes för trafik som skulle passera Malmö, men också för lokal trafik. När sedan den nyare ringleden Yttre Ringvägen blev färdig, tog denna över funktionen att leda trafik som ska passera staden och Inre Ringvägen blev då en motorväg mest för lokal trafik. 
Helsingborg skulle kunna betraktas ha en halvcirkelformad ringled. Ändå är detta inte riktigt en sådan, då denna funktion egentligen utgörs av motorvägen på E6/E20 som är kompletterad med två motorvägsinfarter som går in till Helsingborg, en nordlig och en sydlig. Den norra motorvägen går till stadens centrala delar och den södra ansluter även till hamnen. I nord-sydlig riktning fungerar snarare den parallellt gående Österleden som en relativt hårt trafikerad ringled, medan mer östligt belägna motorvägen E6/E20 främst fungerar som förbifart.

## Övriga Europa

A10 som går runt Berlin.

I andra europeiska länder kan nämnas två ringleder som har blivit internationellt kända. Den ena av dessa är Berliner Ring som är en ringled som går runt Berlin utanför bebyggelsen. Denna var ursprungligen inte bara avsedd som en ringled utan egentligen byggdes denna i det dåtida Östtyskland för att östtysk trafik skulle kunna köra förbi det dåvarande Västberlin som var som en förbjuden zon för östtyska medborgare. Den andra ringleden är motorvägen som heter London Orbital, men i vardagligt tal M25 efter det nummer vägen har, och som går runt London. Detta är världens största ringled och även den mest trafikerade.[källa behövs] Ett varv på denna ringled blir en 188 km lång färd.